# Свобода Анчева
Свобода Михайлова Анчева е българска и съветска комунистка и шпионка, радист на съветската разузнавателна група „Дро“, първата жена инженер в историята на България.

## Биография
Родена е на 26 декември 1912 година в окупирания от Българската армия по време на Балканската война град Гевгели в семейството на Михаил Анчев, прогимназиален учител и деец на ВМОРО, убит през 1925 година, в ареста на полицейски участък по време на Априлските събития, след атентата в църквата „Света Неделя“.
През 1927 година майка ѝ е уведомена, че по линия на Международната организация за подпомагане на революционерите (МОПР) има възможност децата на загиналите комунисти да бъдат изпратени в СССР, където ще получат специалност и работа и ако тя се съгласи, могат да изпратят най-малката и дъщеря. След оформянето на документите, през септември 1927 година, като част от група от 27 деца до 15 години, тя е транспортирана от България през Австрия за Германия. Децата са настанени в детския почивен дом „МОПР-Хайм“ в Елгерсбург, Тюрингия, който е под патронажа на Комунистическата партия на Германия. В Германия се научава да говори немски.
В края на април 1928 година децата заминават за СССР и пристигат в Москва, където са разпределени в няколко сиропиталища по възрастови групи. Свобода и още две български момичета са настанени в Младежкия дом „Тимирязев“. Докато учи в училище, тя е приета за пионер, участва в първия Всесъюзен митинг на пионерите в Кремъл.
Година и половина работи като чирак на стругар в машиностроителния завод Самоточка (Московски завод за шлифовъчни машини), след което комсомолската организация я изпраща да учи в Работническия факултет. Решавайки да стане инженер, през 1933 година тя постъпва в Московския машиностроителен институт. По време на обучението си участва в обществени, политически и културни дейности. През май 1938 година завършва Института, защитава с отличие дисертацията си „Хидравлично предаване на струг“, получава специалност машинен инженер и е изпратена в Московския машиностроителен завод „Червен пролетарий“, където ѝ е предложена работа в конструкторското бюро на завода. Омъжва се за българския политемигрант Гиньо Георгиев Стойнов.
През 1938 – 1940 година заедно със съпруга си преминава специално обучение в Разузнавателното управление на Червената армия и Разузнавателното отделение на Черноморския флот. Става радист.
На 26 ноември 1940 година моторната ветроходна шхуна „Делфин“ качва семейството разузнавачи и излиза в морето. На 28 ноември 1940 година те са стоварени на риболовен моторен кораб край българския бряг на 1 km южно от село Карапчи с румънски документи с измислените имена Петър Владимиров Мирчев Милка Петрова Владимирова, под предлог, че са сред преселниците, напускащи румънска Северна Добруджа.
Шпионите успешно пристигат в Добрич, регистрират се в полицейското управление и се настаняват в апартамент под наем на улица „Цар Колоян“. Намирането на частите за сглобяването на радиопредавателя отнема време, което се оказва трудно, тъй като полицията следи такива стоки, но офицерът от българските Военновъздушни сили Михаил Янев Андреев успява да се сдобие с частите. Предавателят е сглобен и комуникацията със Съветския съюз е установена. На 15 февруари 1941 година е изпратена първата радиограма. В допълнение към работата по предавателя, Анчева работи като куриер и самостоятелно събира разузнавателна информация за пристигналите на лечение в България ранени немски войници от Източния фронт.
След нападението на Германия над СССР, кръгът от въпроси, по които трябва да се събира информация, се разширява значително, обстановката в страната се усложнява, радиото поддържа ежедневна връзка.
Въз основа на радиограмите, предадени от групата, съветските въоръжени сили в Черно море потопяват няколко транспорта с оръжия и товари за Източния фронт, които са напуснали българските пристанища.
На 20 февруари 1943 година предавателят във Варна е открит от немски радиопеленгатор и разкрит, няколко дни по-късно Зара и Стойко Георгиев са арестувани по време на радиокомуникация. Полицията получава предавателя, приемника и радиограмите, а на местоживеенето им е поставена засада. Анчева, която пристига във Варна, открива следи от ареста, избягва от наблюдението, връща се в Пловдив и уведомява съпруга си за провала. Двамата унищожават предавателя и шифрите, след което съпругът ѝ заминава за София, а тя остава и е арестувана на същия ден.
След тридневен разпит в Пловдив, Анчева е преместена във Варна за очна ставка със Зара Стойчева, а след това е изпратенав Шуменския затвор.
Гиньо преминава в нелегалност, изпълнява задачите на Централния комитет на Българската работническа партия и през пролетта на 1944 година е изпратен от София в Радомирския партизански отряд. На 12 май 1944 година при прехода към Рила към 1-ва софийска партизанска бригада група партизани е обкръжена в село Дебели лаг, Радомирска околия, в бой с полиция и жандармерия са убити 5 партизани (Гиньо Стойнов, секретар на ЦК на РМС Свилен Русев и още трима партизани).
На 16 юни 1943 година Шуменският военно-полев съд разглежда делото срещу шестима арестувани участници. Михаил Андреев, Зара Георгиева и Свобода Анчева са осъдени на смърт, Дирас Бедрос Канонян – на 15 години, Стойко Георгиев – на 2 години затвор, Васил Карагьозов е освободен, тъй като вината му не е доказана. Присъдата не може да се изпълни незабавно, тъй като денят на процеса съвпада с рождения ден на царския син княз Симеон. Тъй като в женското отделение на Шуменския затвор няма отделна килия за смъртници, Зара Стойнова и Свобода Анчева са преместени в Софийския централен затвор. През януари 1944 година при съюзническа бомбардировка една от бомбите удря сградата на затвора и затворничките са преместени в Сливенския затвор.
През нощта на 7 срещу 8 септември 1944 година партизаните овладяват сградата на затвора и освобождават арестуваните. Ден по-късно с преминаващ транспорт Анчева стига до София, където се среща със съветското военно командване.
След войната тя става първата жена инженер в България. От 1944 до 1952 година работи по специалността си в завода „Георги Димитров“. През периода 1952 – 1972 година ръководи отдел в Министерството на железниците.
Умира през 1999 година.

## Държавни награди
- Орден Ленин[1] (1966)
- Герой на социалистическия труд (НРБ)[1]
- орден „Георги Димитров“[1] (1970 г.)